# Stazione di Ovada
La stazione di Ovada è una stazione ferroviaria comune alla linea Acqui Terme-Ovada-Genova, tratto meridionale della linea storicamente denominata Asti-Genova, e della linea Alessandria - Ovada.

## Storia

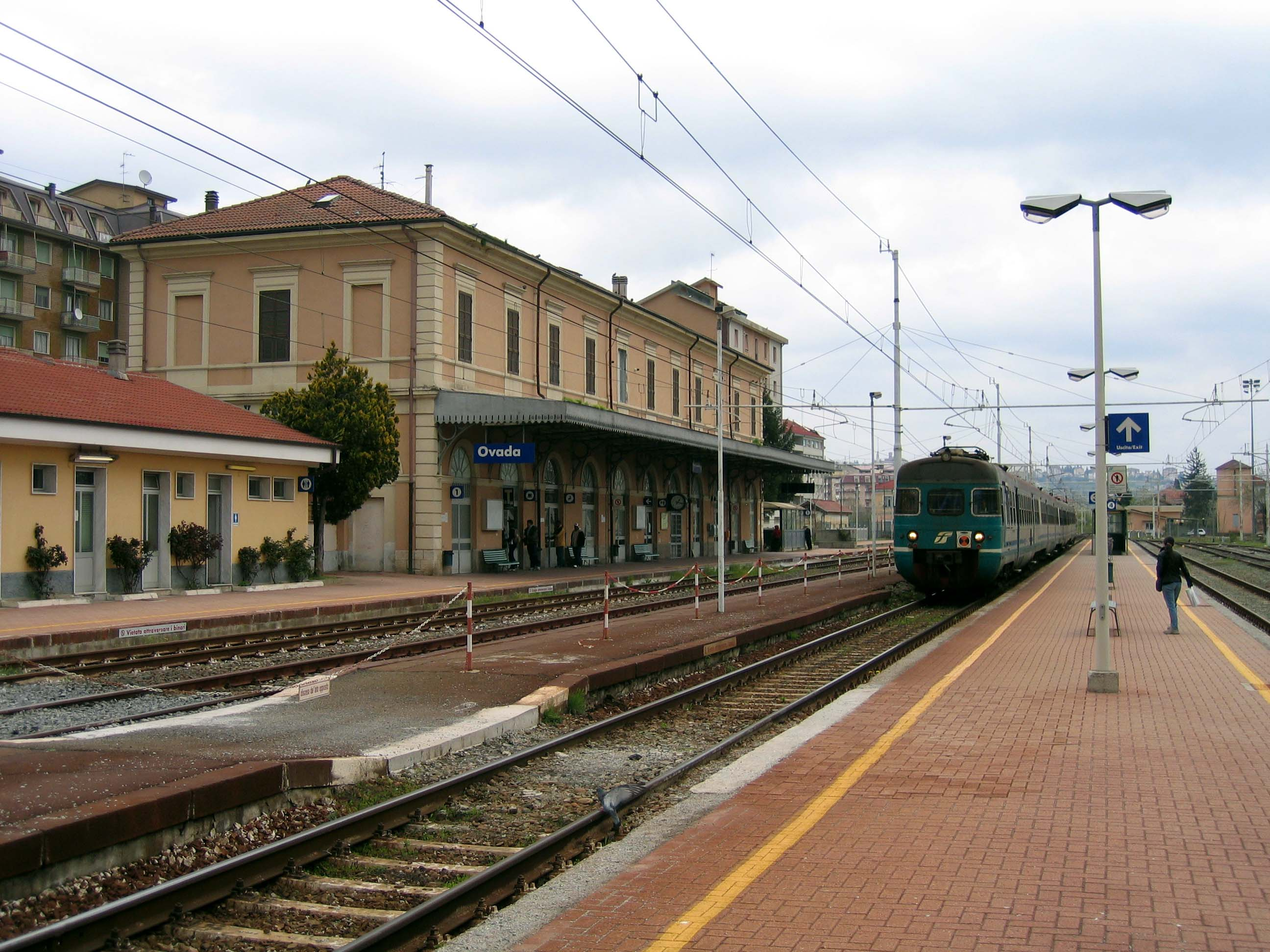
La stazione nell'aprile 2006

La stazione venne attivata il 18 giugno 1893 con l'inaugurazione del tronco ferroviario proveniente da Asti. L'anno seguente, fu avviata all'esercizio la linea per Genova Sampierdarena che completò l'itinerario fra la città piemontese e il capoluogo ligure.
Il piano regolatore cittadino, per adattare il tessuto urbano a tali nuovi collegamenti prevedette una stazione in
località San Gaudenzio, che sarebbe stata collegata a piazza Castello tramite C.so Saracco (dal nome del Ministro dei Trasporti dell'epoca, che proprio in tale occasione ricevette la cittadinanza onoraria) e Via Lung'Orba Mazzini, che realizzavano
una circonvallazione ad ovest dell'abitato.
Nel 1907, lo scalo fu raggiunto dalla linea per Alessandria, raccordata alla precedente per mezzo di una breve diramazione che evita il regresso dei treni provenienti da Genova.
Oggetto di ripetuti bombardamenti fra il 1944 ed il 1945, così come l'intero nodo ferroviario, la stazione rimase tuttavia pressoché integra.
Il piazzale di stazione fu elettrificato nel 1929 con il sistema a corrente alternata trifase, diventando nel 1964 sede di cambio trazione in occasione della conversione in corrente continua 3.000 V della linea Genova-Ovada. Tale situazione perdurò fino alla conversione anche della restante tratta fino ad Acqui Terme, avvenuta nel 1974.

## Movimento
La stazione è servita da treni regionali svolti da Trenitalia nell'ambito del contratto di servizio stipulato con le Regioni interessate.

## Servizi
La stazione dispone dei seguenti servizi:
- Biglietteria automatica
- Sala d'attesa
- Servizi igienici

## Interscambi
Nel piazzale antistante la stazione sono presenti fermate di autobus urbani ed extraurbani SAAMO e ARFEA.
- Fermata autobus